# Miguel Ángel González Lázaro
Miguel Ángel González Lázaro (castellà: Miguel González)  (València, 17 de setembre de 1938 - València, 4 de juliol de 2022) també conegut com el Che, (València, 24 de setembre de 1938 - ?, 5 de juliol de 2022) fou un jugador de bàsquet valencià.
Amb setze anys s'inicià en el món del basquetbol en un modest equip de València, el Dimar. Després jugà en l'Aismalíbar Montcada, entrenat per Eduard Kucharski, fins a la temporada 1960-1961 en què fitxà pel CEP Lorient francès. De tornada a Espanya feu un recorregut per multitud d'equips, sense arrelar en cap d'ells: Picadero Jockey Club (1), FC Barcelona (1), Reial Madrid (2), Joventut de Badalona (1) i una altra vegada al FC Barcelona (2). Després jugà en equips d'un nivell més baix, a causa de la incompatibilitat del bàsquet amb la seva activitat professional, tècnic de turisme: Mataró (2), Bàsquet Manresa (2) i RCD Espanyol (1), i es retirà amb trenta-sis anys.
Fou internacional amb la selecció espanyola en 68 ocasions i participà en els Jocs Olímpics de 1960 (14a posició), en el Campionat d'Europa de 1963 (7a posició) i en el de 1965 (11a posició).